# 池田政保

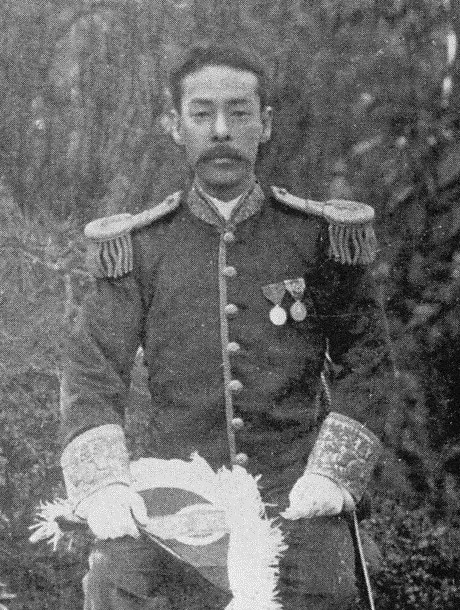
池田政保

池田 政保（いけだ まさやす、元治元年12月10日（1865年1月7日） - 昭和14年（1939年）2月10日）は、備中国鴨方藩の第10代（最後）の藩主、子爵。

## 略伝
第9代鴨方藩主で岡山藩の第10代藩主となった池田章政（政詮）の次男。最初の妻は池田慶政の娘、2度目の妻は戸田氏良の娘。養子に池田政鋹（弟・詮政の次男）。官位は従五位。幼名は満次郎。
慶応4年（1868年）3月15日、父・章政が宗家の岡山藩主を継承したため、その跡を受けて幼くして鴨方藩主となる。明治2年（1869年）の版籍奉還で藩知事となり、明治4年（1871年）の廃藩置県で免官され、9月に東京へ移った。明治17年（1884年）7月には華族令により子爵となる。
昭和14年（1939年）2月10日、満74歳で死去した。法名は高雲院。

## 栄典
- 1873年（明治6年）12月8日 - 木盃一個[1]